# Met de hakken over de sloot
Met de hakken over de sloot is een hoorspel naar het toneelstuk The Skin of Our Teeth van Thornton Wilder, dat op 15 oktober 1942 voor het eerst werd opgevoerd in New Haven en in 1943 bekroond werd met de Pulitzer-prijs voor drama. De microfoonbewerking was van Gilbert Thomas, voor de vertaling zorgde Ary van Nierop en de regie was in handen van S. de Vries jr. Het werd door de VARA uitgezonden op woensdag 4 mei 1949 en het duurde 75 minuten.

## Rolverdeling
- Enny Mols-de Leeuwe (Sabina)
- Piet te Nuyl sr. (George Antrobus)
- Hetty Beck (Maggie, z’n vrouw)
- Annemarie van Ees (Gladys, z’n dochter)
- Romano Stinga (Henry, hun zoon op 12-jarige leeftijd)
- Rob de Vries (Henry op 25-jarige leeftijd)
- Marie Hamel (Esmeralda, een waarzegster)
- Bert Dijkstra (een Amerikaanse omroeper)
- Evert Garritsen (een Nederlandse omroeper)
- Anton Burgdorffer (de stem van Spinoza)
- Wam Heskes (de stem van Aristoteles)
- Hans Suerink (de stem van Plato)
- Rien van Noppen (de stem van Genesis).

## Inhoud
Bij het begin van het hoorspel geeft Anton Burgdorffer - Spinoza - de volgende toelichting: “Het is in meer dan één opzicht een vreemd stuk, dames en heren. We zijn gewend dat een bedrijf of een scène in een spel zich in een bepaalde aangegeven tijd afspelen. Van die eenheid van tijd is hier geen sprake. De schrijver houdt zich trouwens in geen enkel opzicht aan de vastgestelde en als normaal geldende regelen.
We zijn in de IJstijd, in de periode van de dinosaurus, in de dagen waarin het wiel en de tafels van vermenigvuldiging en de koevoet werden uitgevonden, in het tijdvak van de wijsgeren Aristoteles en Plato, en in dat van Mozes. George Antrobus en z'n vrouw Maggie zou men Adam en Eva - en ook de Mensheid - kunnen noemen. Zij beleven met hun zoon Henry - ook wel Kaïn geheten - de Zondvloed, de IJstijd en de Eerste en de Tweede Wereldoorlog. En met en naast hen leeft Sabina die het Eeuwig Vrouwelijke personifieert. Zij zou ook Cleopatra of Madame de Pompadour of Mata Hari kunnen heten. Ze speelt en spreekt ook ettelijke keren het publiek toe. Verbaas u over niets.
Ook de regisseur grijpt zo van tijd tot tijd in en het schijnt alles om de chaos te vergroten, de chaos die ons leven - het leven der mensheid - doorheen vijftig eeuwen was en nu weer is. Waarheen leidt dit alles? En wat is het doel? Wij, de mensheid, zijn door vele rampen gegaan en dikwijls hebben we weinig meer kunnen redden dan het naakte lijf, maar het leven is er en daarmee zijn er de strijd en de hoop, de hoop die blijft, ook al kwamen we dikwijls met de hakken over de sloot."